# Cronaca del luogo

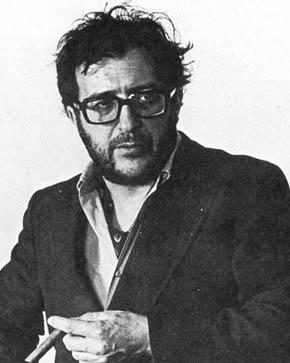
Luciano Berio dans les années 1970.

Cronaca del luogo (Chronique du lieu) est un opéra de Luciano Berio. Le livret a été compilé par son épouse, Talia Pecker Berio, incorporant des citations de la littérature rabbinique et des poésies de Paul Celan et Marina Tsvetayeva. Berio lui-même a décrit l'œuvre comme une action musicale  plus qu'un opéra. Elle est découpée en cinq scènes et un prologue. L'œuvre a été créée au Manège des rochers à Salzbourg, le 24 juillet 1999, dirigée par Sylvain Cambreling, sur une mise en scène de Claus Guth.

## Rôles
| Rôle | Voix          | Distribution lors de la création, 13 août 1999 (Chef d'orchestre: Sylvain Cambreling) |
| --- | ------------- | ------------------------------------------------------------------------------------- |
| R | soprano       | Hildegard Behrens                                                                     |
| Général | baryton       | Frode Olsen                                                                           |
| Phanuel | ténor         | Matthias Klink                                                                        |
| Nino | baryton       | David Moss                                                                            |
| Orvid | mezzo-soprano | Monica Bacelli                                                                        |
| Un homme sans âge                                                                                          | baryton       | Urban Malmberg                                                                        |
| Syndiqué                                                                                                   | baryton       | Martin Blasius                                                                        |
| 3 ouvriers de la construction                                                                              | ténor         | Fritz Steinbacher                                                                     |
| | baryton       | Martin Haltrich                                                                       |
| | baryton       | Tore Denys                                                                            |
| Femme au travail                                                                                           | soprano       | Carolina Astanel                                                                      |
| Saphir | trompette     | Gabriele Cassone                                                                      |
| Abulafia                                                                                                   | trombone      | Christian Lindberg                                                                    |
| Tölzer Knabenchor, Arnold Schoenberg Chor, Centro Tempo Reale (Florence) Live-Electronics, Klangforum Wien |               |                                                                                       |